# 5398 Jennifergannon
5398 Jennifergannon eller 1989 AK1 är en asteroid i huvudbältet som upptäcktes den 13 januari 1989 av de båda japanska astronomerna Seiji Ueda och Hiroshi Kaneda i Kushiro. Den är uppkallad efter Jennifer Gannon.
Asteroiden har en diameter på ungefär 10 kilometer.